# Antoine-Laurent de Jussieu
Antoine-Laurent de Jussieu (Lione, 12 aprile 1748 – La Plata, 17 settembre 1836) è stato un botanico francese.
Famoso per essere stato il primo a proporre una naturale classificazione delle Magnoliophyta o "piante fiorite". Larga parte del sistema di classificazione da lui elaborato è ancor oggi in uso.
Massone, fu membro della loggia parigina "Les Neuf Sœurs" del Grande Oriente di Francia.

## Opere

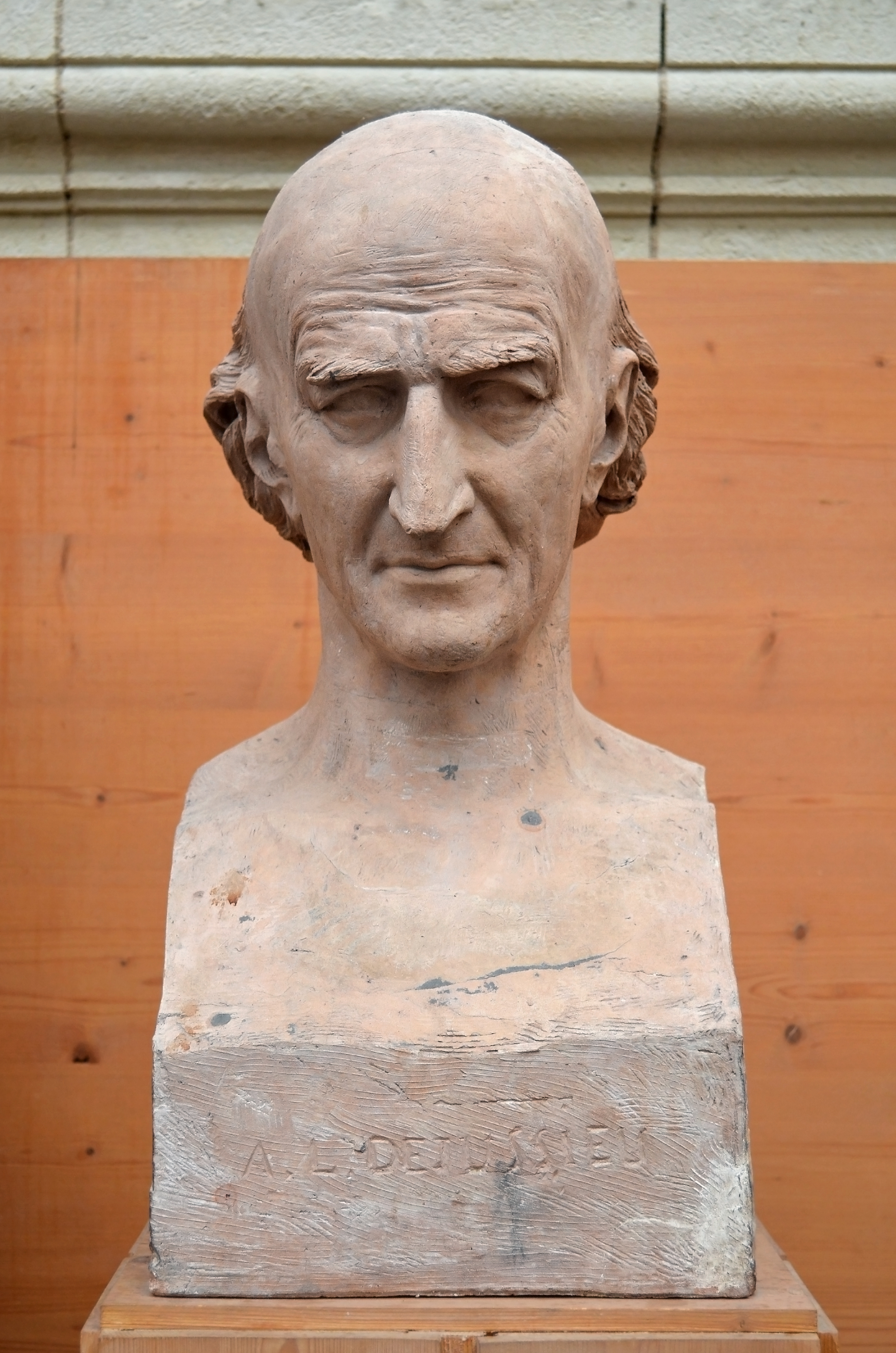
Antoine-Laurent de Jussieu, David d'Angers (1837).

- Genera Plantarum, secundum ordines naturales disposita juxta methodum in Horto Regio Parisiensi exaratam, anno 1774. MS. notes. Parigi, 1789.
- Principes de la méthode naturelle des végétaux. Parigi, 1824.

| Juss. è l'abbreviazione standard utilizzata per le piante descritte da Antoine-Laurent de Jussieu. Consulta l'elenco delle piante assegnate a questo autore dall'IPNI. |